# Tusk (film, 1980)
Pour les articles homonymes, voir Tusk.
Pour plus de détails, voir Fiche technique et Distribution.
Tusk est un film d'Alejandro Jodorowsky réalisé en 1980. Il s'agit d'une adaptation du roman Poo Lorn l'éléphant de Reginald Campbell ; le film raconte l'histoire du lien qui unit une petite fille anglaise et un éléphant d'Inde.

## Synopsis
La fille d'un colon britannique, Elise Morrison vit auprès de son père et de Tusk, un éléphant qu'elle sauve de l'esclavage auquel il était destiné comme tous ses congénères, car dans cette Inde colonisée, le travail est dur. Elle se sent très proche de l'âme et de la culture indiennes, et va même jusqu'à provoquer la noble assistance venue fêter son retour d'Angleterre (où elle était partie étudier), en revêtant vêtements et maquillage hindous. 
Lord Spencer s'en offusque et l'insulte; le jeune Américain Richard Cairns le frappe. La voici amoureuse d'un chasseur d'éléphants et en rupture de tutelle paternelle ! Parti chasser quelques mois, Richard revient. Voyant en lui un rival vis-à-vis d'Elise, Morrison lui propose d'organiser une Kedah (chasse à l'éléphant) pour l'éloigner. Mais Elise insiste pour les suivre, moins d'ailleurs pour être avec Richard que pour sauver Tusk, enjeu de la grande chasse. Attitude qui bien sûr ne manque pas d'attiser la jalousie de l'Américain. Tusk est pris avec les autres éléphants mais, grâce aux exhortations d'Elise, et de Morrison qui a enfin compris les secrets de la nature, il se libère et s'enfuit. Capturé ensuite par Shakley et Greyson, deux sinistres personnages, il est libéré par son cornac et, vengeur, attaque tous les signes de la civilisation qu'il rencontre. Shakley enlève Elise, en otage. Richard vole à son secours. 
Finalement les deux jeunes gens ne sont sauvés que par l'arrivée de Tusk, qui punit tous les "méchants". Alors qu'ils peuvent enfin librement s'avouer leur amour, Morrison, lui, découvre l'esprit de l'Inde et est initié à sa dimension spirituelle. Déclaré par le peuple éléphant sacré, Tusk recouvre sa liberté. Né esclave, il finit divinité sous le nom de Ganesh.

## Fiche technique
- Titre : Tusk
- Réalisation : Alejandro Jodorowsky
- Scénario : Nicholas Niciphor, Alejandro Jodorowsky et Jeffrey O'Kelly, d'après le roman Poo Lorn l'éléphant de Reginald Campbell
- Producteur : Eric Rochat
- Pays d'origine :  France

## Distribution
- Cyrielle Clair : Elise
- Anton Diffring : John Morrison
- Serge Merlin : Greyson
- Christopher Mitchum : Richard Cairn